# Cleora turlini
Cleora turlini là một loài bướm đêm trong họ Geometridae.